# Болдирєв Ростислав Васильович
Ростисла́в Васи́льович Бо́лдирєв (нар. 22 липня 1935, станція Біличі, Києво-Святошинський район, Київська область, нині смт. Коцюбинське — пом. 4 листопада 2019) — український учений-мовознавець. Доктор філологічних наук, професор. Академік АН ВШ України з 1994 року. Лауреат Нагороди Ярослава Мудрого Академії наук вищої школи України.

## Біографія
Народився 22 липня 1935 року на станції Біличі, Києво-Святошинського району, Київської області, нині — смт. Коцюбинське Київської області у родині вчителів.
Закінчив Київський державний університет ім. Т. Шевченка, 
1953 року став студентом філологічного факультету Київського державного університету імені Т. Г. Шевченка, який закінчив із відзнакою у 1958 року. В університеті виявив себе різносторонньо: за досягнення у навчанні став персональним стипендіатом імені К. Д. Ушинського, а за збирання першого цілинного врожаю у Казахстані був нагороджений Почесним значком «За освоєння нових земель». 
У 1964 році захистив кандидатську дисертацію. У 1964—1992 роках — старший науковий співробітник відділу загального і слов'янського мовознавства Інституту мовознавства ім. О. О. Потебні АН України, з 1987 року — професор Національного педагогічного університету ім. М. П. Драгоманова, з 1988 року — професор КДУ ім. Т. Шевченка. Доктор філологічних наук (1985), професор (1987). У 1992—2004 роках — завідувач кафедри фонетики і граматики слов'янських мов Київського національного лінгвістичного університету, з 2004 року — професор-консультант кафедри загального та українського мовознавства цього університету, з 2005 року — професор-консультант кафедри германської філології Українського гуманітарного університету. З 2012 року — ректор Українського гуманітарного інституту в м. Буча.
Володіє 10 мовами.

## Наукова діяльність
Основні напрями наукових досліджень: слов'янська та індоєвропейська етимологія, лінгвістична русистика та україністика, германська і романська історична лексикологія, балканістика, хеттологія, класична філологія, давньоіранська філологія та орієнталістика.
Автор понад 960 наукових праць. Серед них 7 монографій, зокрема «Етимологічний словник української мови [Архівовано 10 березня 2022 у Wayback Machine.]» у п'яти томах (1982—2000), майже 5 тисяч етимологічних статей (переважно праслов'янська лексика індоєвропейського та неіндоєвропейського походження).
Підготував 8 докторів наук і 28 кандидатів наук.
Один з засновників і редакторів «Наукового вісника кафедри ЮНЕСКО Київського національного лінгвістичного університету» (2000—2004).
Основні напрями наукових досліджень Ростислава Болдирєва — слов'янська та індоєвропейська етимологія, історія і типологія слов'янських мов, функціональна граматика, германська і романська історична лексикологія, давньоіранська філологія, класична філологія, хеттологія і орієнталістика. Він підготував серію історико-етимологічних досліджень, зокрема, майже 1000 наукових праць, серед них 7 монографій.
У 1980-х роках був членом спеціалізованої вченої ради Інституту мовознавства ім. О. О. Потебні Академії наук України, зараз — член спеціалізованих вчених рад із захисту докторських дисертацій КНУ ім. Т. Шевченка та Київського національного лінгвістичного університету.

## Нагороди
- Лауреат нагороди Ярослава Мудрого АН ВШУ (2008).
- Нагрудний знак МОН України «За наукові та освітні досягнення» (2014)[1]